# Seznam dílů seriálu Runaways
Toto je seznam dílů seriálu Runaways. Americký akční televizní seriál Runaways byl zveřejněn na Hulu.

## Přehled řad
| Řada | Díly | Premiéra na Hulu   | Premiéra na Hulu  |
| Řada | Díly | První díl          | Poslední díl      |
| ---- | ---- | ------------------ | ----------------- |
| 1    | 10   | 21. listopadu 2017 | 9. ledna 2018     |
| 2    | 13   | 21. prosince 2018  | 21. prosince 2018 |
| 3    | 10   | 13. prosince 2019  | 13. prosince 2019 |

## Seznam dílů

### První řada (2017–2018)
| Č. v seriálu | Č. v řadě | Původní název | Český název   | Režie              | Scénář                               | Premiéra na Hulu   |
| ------------ | --------- | ------------- | ------------- | ------------------ | ------------------------------------ | ------------------ |
| 1            | 1         | Reunion       | Shledání      | Brett Morgen       | Josh Schwartz a Stephanie Savage     | 21. listopadu 2017 |
| 2            | 2         | Rewind        | Přetočit zpět | Roxann Dawson      | Josh Schwartz a Stephanie Savage     | 21. listopadu 2017 |
| 3            | 3         | Destiny       | Osud          | Nina Lopez-Corrado | Kalinda Vazquez                      | 21. listopadu 2017 |
| 4            | 4         | Fifteen       | Patnáct       | Ramsey Nickell     | Tamara Becher-Wilkinson              | 28. listopadu 2017 |
| 5            | 5         | Kingdom       | Království    | Jeffrey W. Byrd    | Rodney Barnes a Michael Vukadinovich | 5. prosince 2017   |
| 6            | 6         | Metamorphosis | Proměna       | Patrick Norris     | Kalinda Vazquez                      | 12. prosince 2017  |
| 7            | 7         | Refraction    | Lámání světla | Peter Hoar         | Quinton Peeples                      | 19. prosince 2017  |
| 8            | 8         | Tsunami       | Tsunami       | Millicent Shelton  | Rodney Barnes a Michael Vukadinovich | 26. prosince 2017  |
| 9            | 9         | Doomsday      | Soudný den    | Jeremy Webb        | Jiehae Park a Kendall Rogers         | 2. ledna 2018      |
| 10           | 10        | Hostile       | Nepřátelé     | Marc Jobst         | Quinton Peeples                      | 9. ledna 2018      |

### Druhá řada (2018)
| Č. v seriálu | Č. v řadě | Původní název    | Český název          | Režie               | Scénář                           | Premiéra na Hulu  |
| ------------ | --------- | ---------------- | -------------------- | ------------------- | -------------------------------- | ----------------- |
| 11           | 1         | Gimmie Shelter   | Dej mi přístřeší     | Allison Liddi-Brown | Josh Schwartz a Stephanie Savage | 21. prosince 2018 |
| 12           | 2         | Radio On         | Zapnuté rádio        | Chris Fisher        | Warren Hsu Leonard               | 21. prosince 2018 |
| 13           | 3         | Double Zeros     | Dvojité nuly         | Larry Teng          | Kirk A. Moore                    | 21. prosince 2018 |
| 14           | 4         | Old School       | Stará škola          | Patrick Norris      | Tracy McMillan                   | 21. prosince 2018 |
| 15           | 5         | Rock Bottom      | Nejhlubší dno        | Scott Peters        | Jake Fogelnest                   | 21. prosince 2018 |
| 16           | 6         | Bury Another     | Další pohřeb         | Ami Canaan Mann     | Ashley Wigfield                  | 21. prosince 2018 |
| 17           | 7         | Last Rites       | Poslední pomazání    | James Madigan       | Quinton Peeples                  | 21. prosince 2018 |
| 18           | 8         | Past Life        | Minulý život         | Anna Mastro         | Kendall Rogers                   | 21. prosince 2018 |
| 19           | 9         | Big Shot         | Eso                  | Wendey Stanzler     | Kirk A. Moore                    | 21. prosince 2018 |
| 20           | 10        | Hostile Takeover | Nepřátelské převzetí | Jeffrey W. Byrd     | Ashley Wigfield                  | 21. prosince 2018 |
| 21           | 11        | Last Waltz       | Poslední valčík      | Ramsey Nickell      | Tracy McMillan                   | 21. prosince 2018 |
| 22           | 12        | Earth Angel      | Anděl Země           | Stephen Surjik      | Warren Hsu Leonard               | 21. prosince 2018 |
| 23           | 13        | Split Up         | Rozdělení            | Jeffrey Webb        | Quinton Peeples                  | 21. prosince 2018 |

### Třetí řada (2019)
| Č. v seriálu | Č. v řadě | Původní název           | Český název            | Režie               | Scénář                            | Premiéra na Hulu  |
| ------------ | --------- | ----------------------- | ---------------------- | ------------------- | --------------------------------- | ----------------- |
| 24           | 1         | Smoke and Mirrors       | Kouř a zrcadla         | Larry Teng          | Tracy McMillan                    | 13. prosince 2019 |
| 25           | 2         | The Great Escape        | Velký útěk             | Philip John         | Warren Hsu Leonard                | 13. prosince 2019 |
| 26           | 3         | Lord of Lies            | Pán lží                | Allison Liddi-Brown | Kirk A. Moore                     | 13. prosince 2019 |
| 27           | 4         | Rite of Thunder         | Obřad hromu            | Jeremy Webb         | Russ Cochrane                     | 13. prosince 2019 |
| 28           | 5         | Enter the Dreamland     | Vstup do říše snů      | Rob Hardy           | Quinton Peeples                   | 13. prosince 2019 |
| 29           | 6         | Merry Meet Again        | Další šťastné shledání | Vanessa Parise      | Ashley Wigfield                   | 13. prosince 2019 |
| 30           | 7         | Left-Hand Path          | Cesta levé ruky        | Katie Eastridge     | Tracy McMillan a Kendall Rogers   | 13. prosince 2019 |
| 31           | 8         | Devil's Torture Chamber | Ďáblova mučírna        | Jeff Woolnough      | Warren Hsu Leonard a Stu Selonick | 13. prosince 2019 |
| 32           | 9         | The Broken Circle       | Narušený kruh          | Geeta V. Patel      | Russ Cochrane a Kirk A. Moore     | 13. prosince 2019 |
| 33           | 10        | Cheat the Gallows       | Podvést šibenici       | Ramsey Nickell      | Quinton Peeples                   | 13. prosince 2019 |